# Гулар, Сильви
Сильви́ Гула́р (фр. Sylvie Goulard), урождённая Грасси́ (фр. Grassi; род. 6 декабря 1964) — французский политик, министр Вооружённых сил (2017).

## Биография
Сильви Грасси родилась 6 декабря 1964 года в Марселе, провела детство в рабочем марсельском районе Belle de Mai. В 1984 году получила диплом юриста в университете Экс-Марсель, в 1986 году окончила Институт политических исследований в Париже, а в 1989 году — Национальную школу администрации. Работала в Министерстве иностранных дел Франции.
В 2001—2004 годах работала в комиссии Проди, позднее — в комиссии Жискар д’Эстена, готовившей проект европейской конституции.
В 2009 году прошла в Европарламент от Демократического движения, получившего 8,5 % голосов по итогам европейских выборов. В 2014 году переизбрана.
В 2017 году Гулар поддержала президентскую кампанию Эмманюэля Макрона. 27 апреля дала интервью нескольким изданиям, в котором допустила создание широкой президентской коалиции после прихода Макрона к власти (в частности, назвала её возможным участником Алена Жюппе) и назвала основной задачей будущего президента подписание «контракта с нацией», предусматривающего решение проблем в образовании и в переходе к использованию новых видов энергии, а также борьбу с терроризмом и с неравенством.
17 мая 2017 года получила портфель министра Вооружённых сил в правительстве Эдуара Филиппа.
20 июня 2017 года, когда начался процесс формирования второго правительства Филиппа по итогам парламентских выборов 11 и 18 июня, Гулар разослала по редакциям разных периодических изданий сообщение, что с согласия премьер министра она обратилась к президенту Макрону с просьбой освободить её от участия в новом правительстве. Своё решение Гулар объяснила разгоревшимся вокруг евродепутатов от Демократического движения скандалом из-за обвинений в фиктивном найме парламентских помощников.
17 января 2018 года назначена одним из заместителей управляющего Банком Франции.
28 августа 2019 года президент Макрон выдвинул кандидатуру Гулар на утверждение в должности еврокомиссара в формируемой Комиссии Урсулы фон дер Ляйен.
10 сентября 2019 года фон дер Ляйен объявила состав своего будущего кабинета и распределение портфелей (сферой ответственности Гулар должен был стать внутренний рынок, а также оборонная и космическая промышленность). Однако, в этот же день Гулар допросила французская полиция по делу о фиктивном найме парламентских помощников. 10 октября кандидатура Гулар была отклонена после второго слушания перед представителями комиссий Европарламента — 82 депутата проголосовали против неё, 29 — за, один воздержался.

## Личная жизнь
Замужем за государственным советником Гийомом Гуларом (Guillaume Goulard), мать троих детей.

## Труды
- Великий Турок и Венецианская республика (Le Grand Turc et la République de Venise, Fayard, 2004)
- Привилегированное партнёрство — альтернатива вступлению (Le Partenariat privilégié, alternative à l’adhésion en collaboration avec Rudolf Scharping, Karl Theodor Freiherr zu Guttenberg, Pierre Defraigne, Carlo Altomonte, Lucas Delattre, Note bleue de la Fondation Schuman № 38, 6 décembre 2006)
- Петух и Жемчужина (Le Coq et la Perle, Seuil, février 2007)
- Европа для «чайников» (L’Europe pour les nuls, First, 2007 — Европейская книжная премия 2009 года)
- Нужно возделывать наш европейский сад (Il faut cultiver notre jardin européen, Seuil, juin 2008[11])
- Глобализация для «чайников» (La Mondialisation pour les Nuls, de Francis Fontaine avec Brune de Bodman et Sylvie Goulard, First, 2010)
- О демократии в Европе (De la démocratie en Europe, avec Mario Monti, Flammarion, 2012)
- Европа: любовь или расставание (Europe: amour ou chambre à part, Flammarion, 2013, coll. " Café Voltaire ")
- Прощай, Европа (Goodbye Europe, Flammarion, 2016)